# Gergana Dimitrova
Gergana Dimitrova (bulgariska: Гергана Димитрова), född 28 februari 1996 är en volleybollspelare (spiker).
Dimitrova har spelat med Bulgariens landslag, både som junior och senior. Hon var med i laget som tog brons vid U23-VM 2017. Hon har representerat klubbar i Bulgarien, Schweiz, Frankrike, Turkiet och Rumänien. Hon har blivit schweizisk och rumänska mästare samt vunnit franska cupen.